# Gustav Rose
Gustav Rose (18 de marzo de 1798- 15 de julio de 1873) fue un geólogo alemán, nacido en Berlín. Era hermano del geólogo Heinrich Rose (1795-1864), hijo del farmacéutico Valentin Rose (1762-1807), y padre del cirujano Edmund Rose (1836-1914).

## Biografía científica
Se graduó en la Universidad de Berlín, donde fue alumno de Christian Samuel Weiss (1780-1856). También estudió con el químico Jöns Jakob Berzelius (1779-1848) en Estocolmo, donde conoció al químico Eilhard Mitscherlich (1794-1863), con quien mantuvo una fuerte amistad y al que ayudó en el desarrollo de la ley del isomorfismo. En 1826 se convirtió en profesor asociado de mineralogía en Berlín, y en 1856 fue nombrado director del Museo Mineralógico Real. Desde 1863 hasta su muerte fue presidente de la Sociedad Alemana de Geología.
Gustav Rose ha realizado importantes contribuciones en los ámbitos de la petrografía y cristalografía, y fue pionero en el uso del goniómetro de reflexión en Alemania. Tenía un interés particular en la relación existente entre la forma cristalina y las propiedades físicas de los minerales.